# Tarragonès
El Tarragonès és una de les tres comarques en què va quedar dividit el Camp de Tarragona en la divisió comarcal de 1936. És arran de costa, a la zona meridional, entre el Baix Penedès, al nord-est, l'Alt Camp, al nord, i el Baix Camp al sud-oest.
Amb l'excepció del sector nord-est, on un conjunt de tossals (tossa Grossa de Montferri, 386 m) i turons separen el Camp de Tarragona del Baix Penedès, el Tarragonès té uns límits convencionals. La delimitació del Tarragonès a l'Alt Camp i al Baix Camp, les tres comarques històriques que formen el Camp de Tarragona, està en relació amb la influència de cadascun dels tres nuclis comercials (Tarragona, Valls i Reus) i amb l'equilibri administratiu de les tres comarques.
Entre Tarragona, Valls i Reus hi ha un relleu planer, tradicionalment aprofitat per al conreu de l'avellaner en el regadiu, i oliveres, ametllers i vinyes en el secà. Actualment aquest espai és ocupat en bona part per indústries, sobretot químiques.
La comarca actual del Tarragonès és el resultat de les modificacions realitzades el gener de 1990. Per una llei de la Generalitat de Catalunya, el Tarragonès definit el 1936 i 1987 es modificà per la segregació de dos municipis. El municipi de Bonastre s'agregà al Baix Penedès i el municipi dels Garidells s'agregà a la comarca de l'Alt Camp. Actualment el Tarragonès té vint-i-dos municipis. El municipi de Tarragona inclou el 20% de la superfície comarcal i el 71% de la població.

## El relleu
L'estudi físic del Tarragonès no pot desvincular-se del conjunt del Camp de Tarragona. La comarca del Tarragonès en comprèn un petit sector situat ran de costa. S'ha d'incloure dins de l'extrem meridional de la Depressió Prelitoral. En aquest cas el terme depressió pot donar lloc a confusions, ja que no queda situat entre muntanyes. La Serralada Prelitoral només toca d'esquitllada el Tarragonès. Les planes de l'Alt Camp i del Baix Camp també poden incloure's dins de la Depressió Prelitoral. L'alineació principal de la Serralada Prelitoral és al nord d'aquestes dues comarques. Al nord-est del Tarragonès acaba una alineació secundària de la Serralada Prelitoral. Es tracta d'un conjunt de serres que separa el Penedès del Camp. No hi arriba la Serralada Litoral, ja que a partir del Baix Penedès es troba enfonsada al fons marí.
A excepció de les serres del sector nord-est i d'alguns altres indrets d'extensió reduïda, el fons del Tarragonès és constituït per materials dipositats durant el Miocè. Hi predominen margues blaves i d'altres materials d'origen marí que es dipositaren en un moment en què el mar ocupava l'actual Tarragonès. Sobre aquests materials miocens s'han dipositat posteriorment materials quaternaris. Uns es formaren pel descens difús de material procedent dels vessants veïns. D'altres foren arrossegats pels rius i es dipositaren a les seves vores. Només tenen un paper important les planes al·luvials del Francolí i el Gaià.
A l'extrem sud-oest hi ha el promontori calcari que acaba al cap de Salou. Hi ha materials de diverses èpoques geològiques, com una resta aïllada de les serralades antigues. El cap de Salou assoleix una altitud de 77 m.

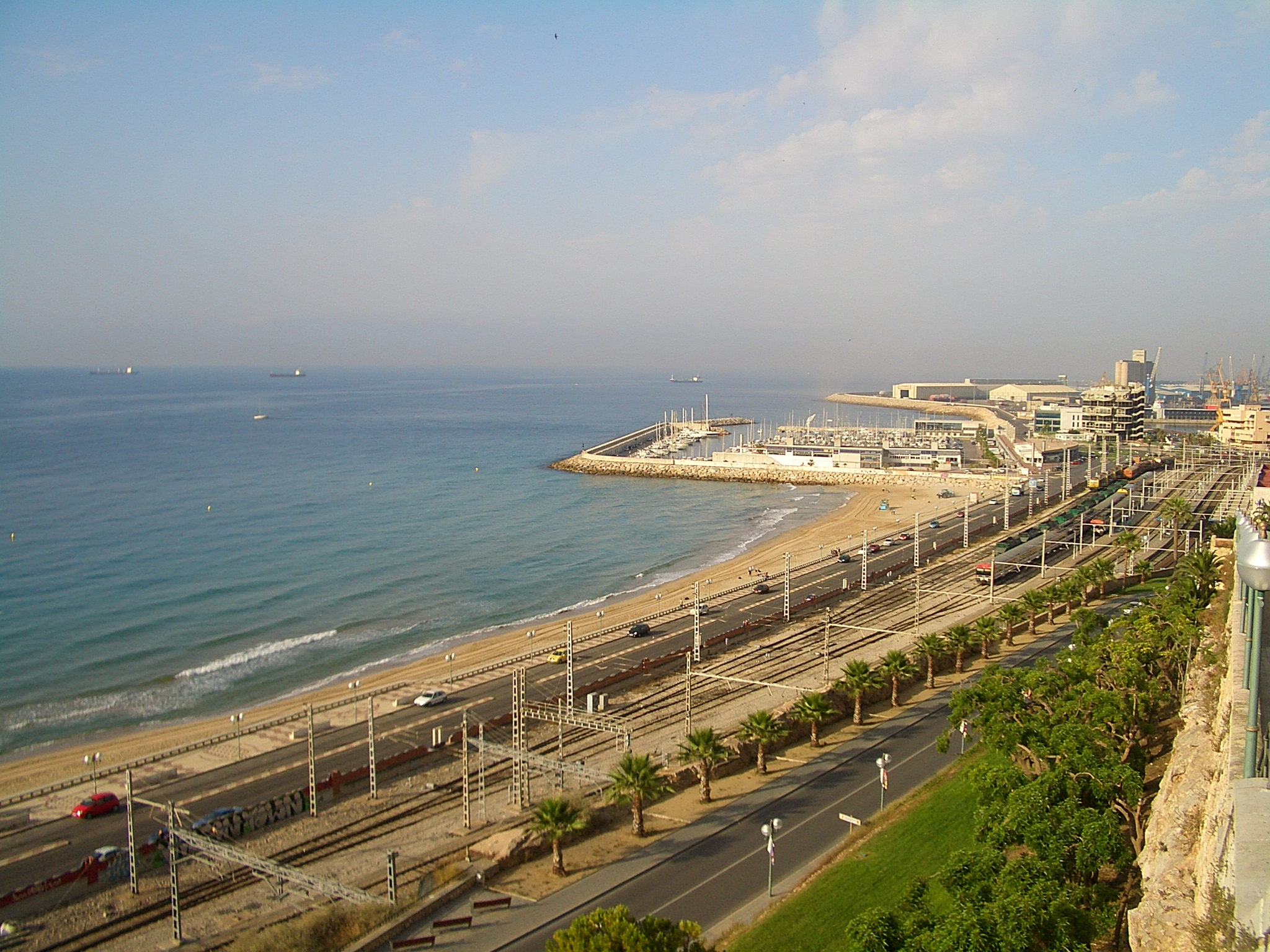
El Mediterrani vist des de la Rambla Nova

La costa del Tarragonès és molt diversa, amb sector de penya-segats, en general d'escassa alçària. Hi ha llargues platges separades per diferents sortints rocosos. Al nord de Tarragona hi ha el cap Gros i la punta de la Móra. Es tracta de dos fragments de materials miocens, més resistents i compactes que els materials quaternaris que els envolten. Al nord de la comarca hi ha les llargues platges de Creixell i de Torredembarra. Al sud de Torredembarra hi ha els Munts, que acaba al cap Gros. Segueixen les platges d'Altafulla, on desguassa el Gaià, i el litoral de Tamarit, ja en el municipi de Tarragona, on es barregen platges i sectors rocosos: les puntes de Creueta i de la Móra, la cala de la Móra, la platja de Tamarit i el penyal de la Roca de Gaià. Acostant-nos cap a Tarragona es troba la platja Llarga, un sector rocós amb la cala dels Capellans, la platja de Savinosa, un altre sector rocós, la platja de la Rabassada, de nou costa rocosa i finalment la platja del Miracle, sobre la qual s'aixecà la ciutat romana de Tàrraco. Seguint més cap al sud, la costa es torna rocosa, cosa que fa que al final de la Rambla Nova de Tarragona hi hagi un mirador excepcional de la Mediterrània, l'anomenat Balcó del Mediterrani. La vall del Francolí ha estat forçat a desviar-se cap al sud-oest. Al sud del Francolí hi ha la platja de Riuclar, ocupada per indústries i d'altres edificacions, i l'extensa platja de la Pineda, que entra en el promontori del cap de Salou. La resta de la franja costanera d'aquest promontori és dominat per penya-segats alts amb algunes cales. Destaquen el cap Roig, la platja de la Canonja i la punta de Sant Pere. Segueix la llarga platja de Salou. Més enllà hi ha Cambrils, ja dins el Baix Camp.
En algunes planes litorals hi hagué antigament aiguamolls i alguns petits estanys, actualment desapareguts. A la platja de Creixell s'han format algunes petites dunes. També hi ha dunes al cap Gros i al cap de Salou, on abans de l'avenç constructiu es podien veure dos quilòmetres i mig de llarg d'acumulacions de sorra. Hi ha cites del segle xix que indiquen munts de sorra de més de cent metres al promontori de cap de Salou.

## Els rius

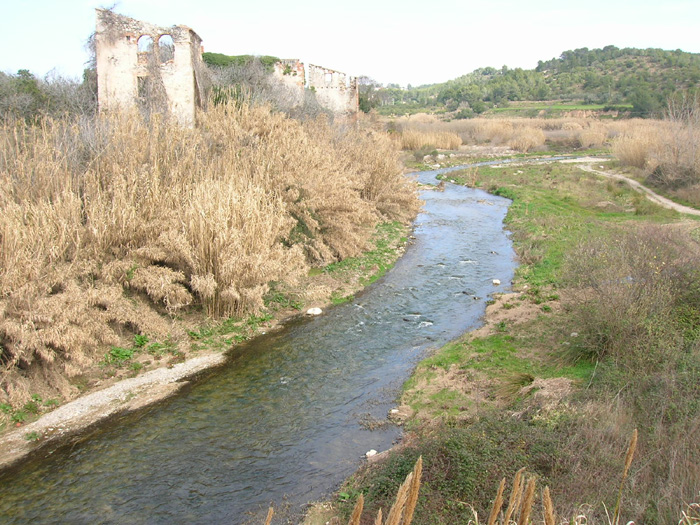
El Francolí al seu pas per la Masó

El Tarragonès té dos rius principals, el Francolí i el Gaià. Hi ha altres rius de menor importància, entre els quals destaquen la séquia de Riuclar i alguns torrents que després de travessar el Baix Camp moren a la costa de Salou.
El Francolí recull les aigües de la Conca de Barberà i de part de l'Alt Camp. Ha donat lloc a una petita plana al·luvial, que juntament amb la plana de la séquia de Riuclar, ha estat molt important per a l'economia tradicional agrícola del Tarragonès. La vall inferior del Francolí separa una àrea on dominen els materials miocens, situada a la seva esquerra, d'una altra dominada superficialment per materials quaternaris, situada al marge dret. El Francolí és un riu amb aigua corrent permanent, encara que normalment en porta molt poca a causa de la intensa explotació dels nivells freàtics de la plana al·luvial. Les aigües estan molt contaminades en el sector que recorre el Tarragonès.
El Francolí ha sofert periòdicament grans revingudes, com les de l'11 de juliol de 1972 (aiguat de Sant Cristòfol). 10 d'octubre de 1829 (aiguat de Sant Francesc), setembre de 1843, setembre de 1874 (aiguat de Santa Tecla) i el 18 d'octubre de 1930 (aiguat de Sant Lluc), entre les més destacades.
El Gaià també es forma més al nord del Tarragonès i travessa el sector oriental de l'Alt Camp. A l'entrada del Tarragonès es va construir la presa per a l'embassament del Gaià, la qual serveix per a retenir i regular l'aigua per a regatge i per a les indústries petroquímiques del Camp. De manera natural sempre portaria aigua, però l'intens aprofitament fa que hagi anat gairebé sempre sec. Aquests últims anys (principis de la dècada del segle xxi) s'ha procurat que torni a portar aigua regularment gràcies a la tasca dels ecologistes.

## La vegetació

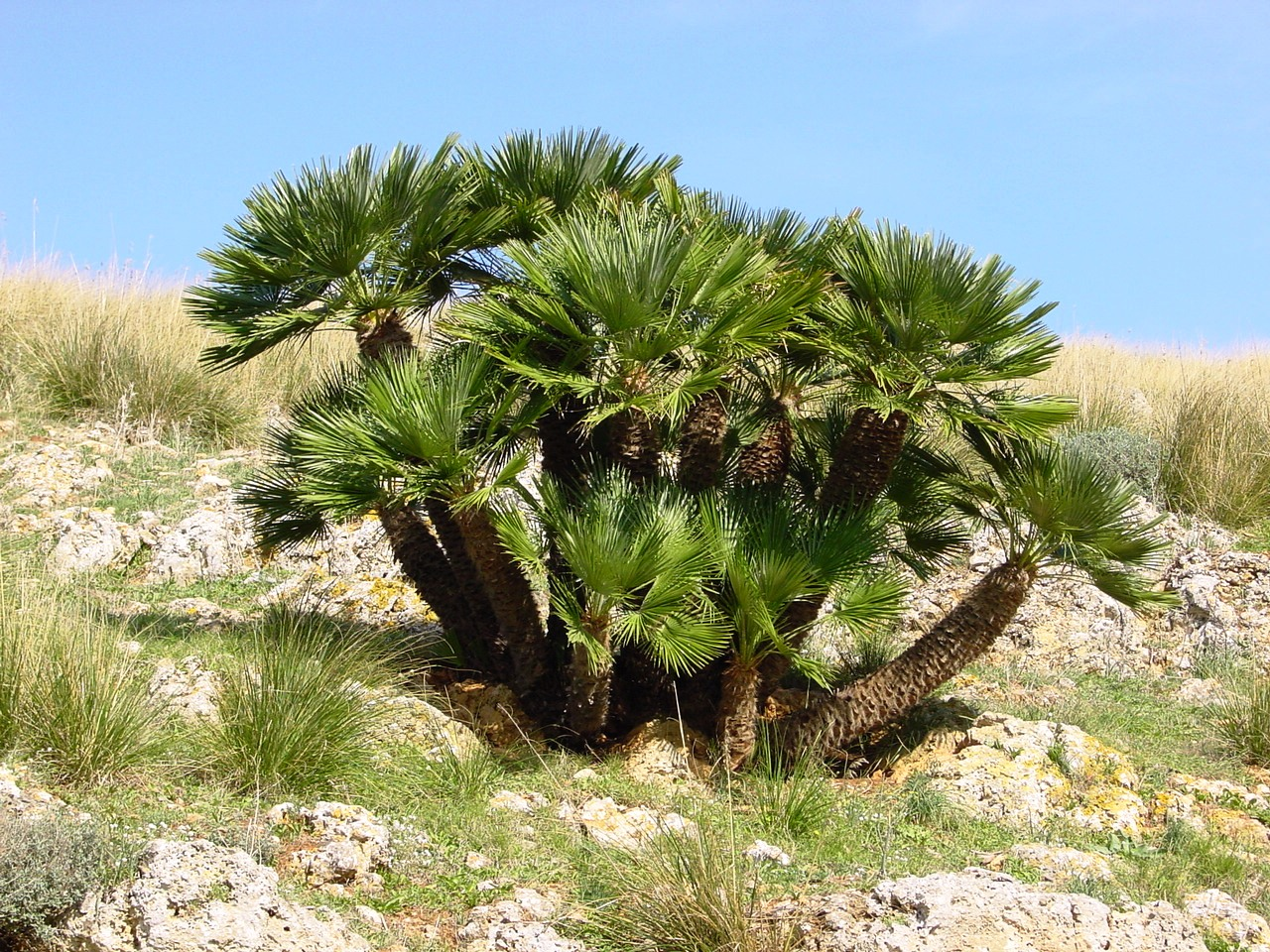
Un margalló

La intensa activitat agrícola i la recent ocupació urbana i industrial fan que sigui difícil saber quina seria la vegetació pròpia del Tarragonès. Als espais sense conrear ni construir hi ha un predomini de brolles i garrigues amb pins. L'arbre autòcton més abundant seria l'alzina, que predomina a gairebé arreu de la comarca. Als vessants més secs i assolellats serien les màquies de llentiscle i margalló. D'alzinars i màquies, gairebé no se'n troben. Només hi ha algunes zones de bosc mixt de pins i alzines, molt localitzades, i alguns sectors amb màquies, que ocupen indrets propis de l'alzinar.
A les ribes del Gaià i sobretot del Francolí s'establiria una vegetació de ribera contínua. D'aquest tipus de vegetació, no en queda gairebé res, ja que gairebé totes les ribes han estat conreades i els cabals de rius i rieres s'han reduït gairebé totalment.
A la platja i els penya-segats hi ha una vegetació específica que ha estat molt destruïda. Dels antics aiguamolls, no en queda gairebé res. Només alguns sectors que s'inunden periòdicament quan plou o en moments de tempesta marina. La vegetació de penya-segats és l'única que s'ha conservat en força bon estat, ja que són indrets poc accessibles.

## La població
El Tarragonès és una de les comarques més poblades de Catalunya, encara que de manera molt desigual. Com en altres aspectes, la demografia del Tarragonès està en relació amb la ciutat de Tarragona.
Històricament el territori de l'actual comarca del Tarragonès ha estat molt poblat. Només cal recordar la importància que tingué la ciutat romana de Tàrraco. Després de la desfeta de l'Imperi Romà, aquest territori quedà força despoblat. No fou fins a partir del segle xii que es tornà a repoblar de forma notable. La situació estratègica com a port de sortida marítima, i no solament del Camp sinó de bona part de les terres catalanes meridionals i de ponent, i fins i tot de les terres aragoneses, convertí aquest indret en una àrea força poblada i molt activa. Es calcula que hi havia més d'11.000 habitants a mitjan segle xiv, dels quals més d'un 60% vivien a Tarragona.
La Pesta negra de finals del segle xiv i diverses situacions sociopolítiques feren que la població restés reduïda a menys de la meitat a mitjan segle xv. La recuperació demogràfica posterior fou molt lenta i fins als inicis del segle xviii no s'assolí de nou la xifra d'11.000 habitants. Cap al 1718 es calcula una població d'11.500 habitants. Tarragona tenia gairebé el 42% de la població comarcal.

## Climatologia
El clima del Tarragonès és mediterrani litoral sud. La distribució de la precipitació és irregular, amb un total anual escàs. L'estació més plujosa és la tardor i la menys plujosa és l'estiu. El període àrid comprèn els mesos de juny i juliol, si bé se'n troba un durant el mes de febrer. El règim tèrmic de tota la comarca es caracteritza per tenir estius calorosos i hiverns moderats. Les glaçades són poc freqüents, exceptuant els tres mesos d'hivern la resta de l'any no n'hi ha.

## Demografia

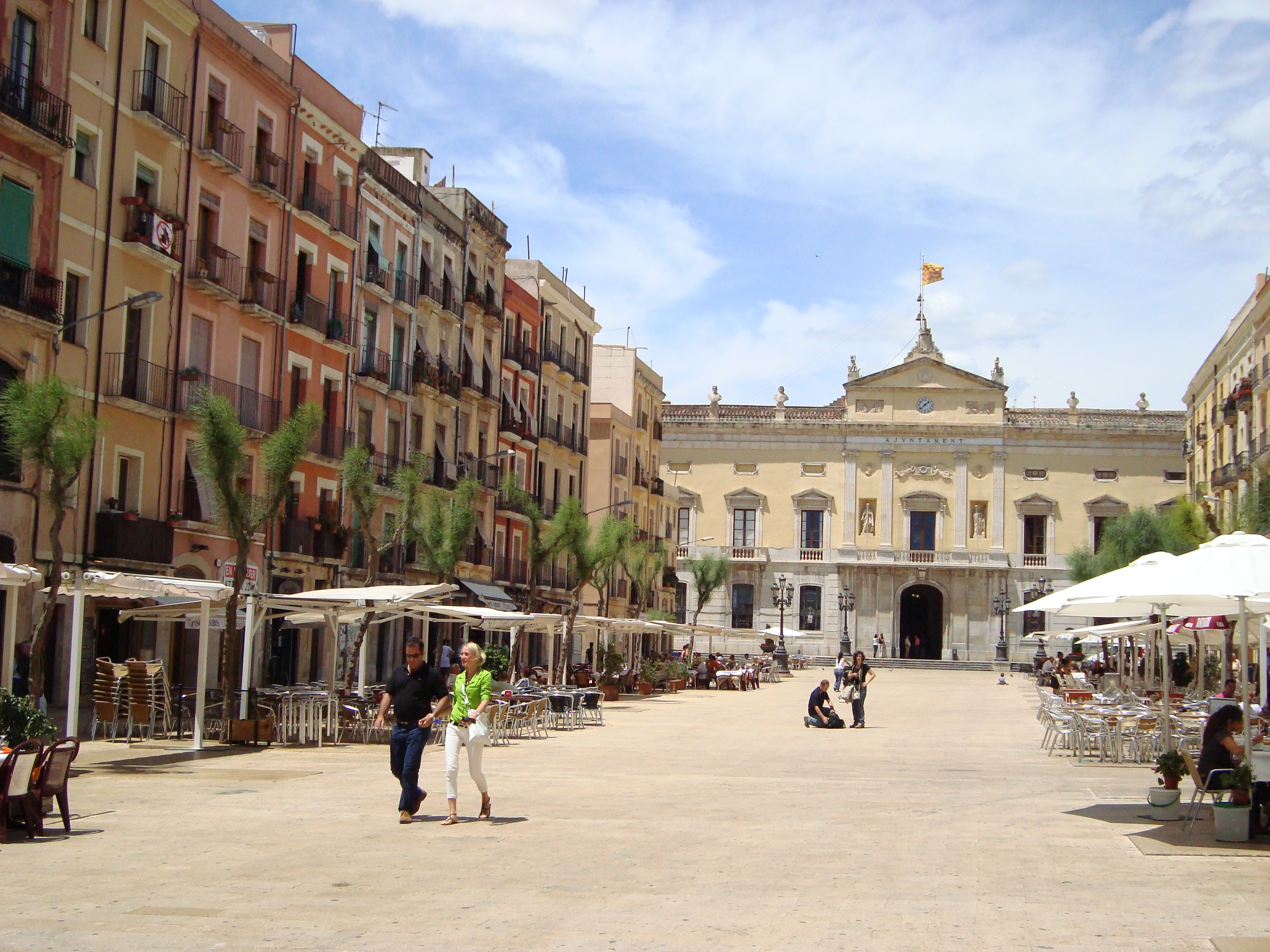
Plaça de la Font de Tarragona, capital de la comarca

El Tarragonès és una de les comarques més poblades de Catalunya, encara que de manera molt desigual. Com en altres aspectes, la demografia del Tarragonès està en relació amb la ciutat de Tarragona.
Històricament el territori de l'actual comarca del Tarragonès ha estat molt poblat. Només cal recordar la importància que tingué la ciutat romana de Tàrraco. Després de la caiguda de l'Imperi Romà d'Occident i les invasions bàrbares aquest territori romangué força despoblat. No fou fins a partir del segle xii que es tornà a repoblar de manera notable. La situació estratègica com a port de sortida marítima, i no solament del Camp sinó de bona part de les terres catalanes meridionals i de ponent, i fins i tot de les terres aragoneses, convertí aquest indret en una àrea força poblada i molt activa. Es calcula que hi havia més d'11.000 habitants a mitjan segle xiv, dels quals més d'un 60% vivien a Tarragona. 
La Pesta negra de finals del segle xiv i diverses situacions sociopolítiques feren que la població restés reduïda a menys de la meitat a mitjan segle xv. La recuperació demogràfica posterior fou molt lenta i fins inicis del segle xviii no s'assolí de nou la xifra d'11.000 habitants, pel 1718 es calcula una població d'11.500 habitants. Tarragona tenia gairebé el 42% de la població comarcal.
Al llarg del segle xviii l'increment demogràfic fou lent. Però a partir de la dècada de 1760 s'inicià un procés de creixement important. En deu anys la població augmenta el mateix que els 60 anys darrers. Pel 1787 hi ha una població de 26.552 habitants. Tarragona, que ha doblat la població en els darrers 70 anys, té només el 36%[ del total de la comarca. El creixement és proporcionalment més important en altres municipis: destaca La Canonja en multiplicar per sis la seva població. D'altres municipis amb fort augment són Altafulla, Constantí, Creixell, el Morell, els Pallaresos, La Pobla de Montornès, la Riera de Gaià, Roda de Berà, Salomó, Vilallonga del Camp, Vila-seca i Salou. Molts d'aquests municipis tenien, a la darreria del segle xviii, una població superior a l'actual, com Altafulla, el Catllar, Creixell, els Pallaresos, Renau, Salomó i Vespella de Gaià.
El creixement econòmic i demogràfic no parà fins a finals del segle xix. Durant aquest segle, primer hi hagué una etapa de creixement molt lent i després una altra de més actiu, fins a la dècada de 1880. El cens de 1857 dona una població de 40.829 habitants; era aleshores una etapa de fort creixement econòmic. El port de Tarragona era la via de sortida bona part dels productes agrícoles de la comarca i d'altres del seu entorn.
La plaga de la fil·loxera i la pèrdua de nombrosos mercats fou un cop molt fort per a l'economia del Tarragonès. El gràfic de l'evolució mostra molt bé aquesta tendència. El cens de 1887 dona una població de 50.071 habitants, el màxim demogràfic del segle xix, i que no es tornarà a assolir fins avançat el segle xx. El cens de 1900 registra una població de 44.557 habitants. El descens encara continua uns anys més; el cens de 1910 indica una població de 43.849 habitants.
Aquesta crisi afecta gairebé a tots els municipis de la comarca. Els municipis de l'interior sofriren més després de la plaça de la fil·loxera. En canvi, els municipis on l'activitat industrial i comercial era important, els afectà més tard. Mentre els primers el mínim demogràfic es registra normalment abans d'acabar el segle xix, en els segons es produeix en ple segle xx.
| 1497 f | 1515 f | 1553 f | 1717   | 1787   | 1857   | 1877   | 1887   | 1900   | 1910   |
| ------ | ------ | ------ | ------ | ------ | ------ | ------ | ------ | ------ | ------ |
| 1.173  | 1.403  | 1.757  | 11.436 | 26.652 | 40.829 | 44.989 | 50.071 | 44.557 | 43.849 |

| 1920   | 1930   | 1940   | 1950   | 1960   | 1970    | 1981    | 1990    | 1992    | 1994    |
| ------ | ------ | ------ | ------ | ------ | ------- | ------- | ------- | ------- | ------- |
| 48.566 | 51.253 | 54.913 | 57.525 | 64.898 | 105.545 | 152.050 | 159.230 | 160.399 | 160.399 |

| 1996    | 1998    | 2000    | 2002    | 2004    | 2006    | 2008    | 2010    | 2012    | 2014    |
| ------- | ------- | ------- | ------- | ------- | ------- | ------- | ------- | ------- | ------- |
| 169.016 | 172.286 | 178.831 | 188.790 | 202.662 | 222.444 | 241.549 | 249.718 | 251.282 | 250.306 |

| 2016    | 2018    | 2020 | 2022 | 2024    | 2026 | 2028 | 2030 | 2032 | 2034 |
| ------- | ------- | ---- | ---- | ------- | ---- | ---- | ---- | ---- | ---- |
| 249.565 | 252.790 | -    | -    | 275.418 | -    | -    | -    | -    | -    |

## Comença l'augment de població
El cens de 1920 dona una població de 48.566 habitants. La comarca augmenta en 4.716 habitants, però aquest creixement no és pas uniforme. El municipi sol de Tarragona guanya 4.573 habitants durant aquest mateix període. El 1920 té una població de 29.582 habitants, el 61% del total comarcal. La resta dels municipis manté la població amb augments o descens poc destacables. Perafort i Salomó són els que proporcionalment on perden més.
Aquesta tendència es manté fins a la darreria de la dècada de 1950. Fins al 1955 el creixement de la població comarcal queda reduït al municipi de Tarragona. La resta va perdent població excepte el cas concret de Torredembarra, que en cada cens mostra un petit creixement. El despoblament de bona part de la comarca és manifest en el gràfic de l'evolució de població. Les corbes que separen el total comarcal i la població de Tarragona cada vegada s'acosten més. La població censada el 1950 és de 57.525 habitants, dels quals gairebé el 70% correspon al municipi de Tarragona.

## Canvi brusc

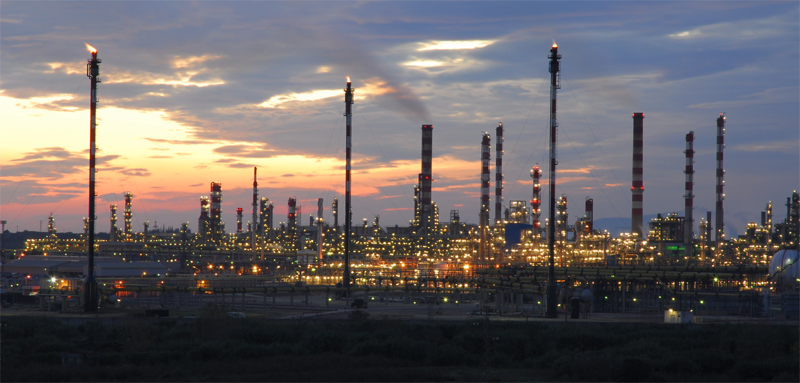
Mostra del canvi industrial al Tarragonès

A partir d'aquesta dècada l'evolució demogràfica canvia bruscament, amb un fort augment durant les dècades de 1960 i 1970, a causa de la instal·lació de nombroses indústries, en especial petroquímiques, i del desenvolupament turístic en tots els municipis de la costa. Entre els censos de 1960 i de 1981, el Tarragonès augmenta en 84.513 habitants. La població de 1960 és de 64.898 habitants i la de 1981 de 152.050 habitants. La capital absorbeix bona part d'aquest augment demogràfic: 45.273 habitants el 1960 (el 70% del total comarcal), 77.275 el 1970 (el 70%) i 109.112 el 1981 (el 73%). Aquesta pèrdua relativa de Tarragona respecte a la resta de la comarca és deguda al creixement d'alguns municipis del seu entorn, motivat per l'activitat industrial i turística: Salou, Vila-seca, Constantí, Torredembarra, Roda de Berà, el Morell, Altafulla, Vilallonga del Camp i la Pobla de Mafumet.
Al llarg de la dècada de 1980 la crisi econòmica afecta intensament la comarca. El padró de 1986 registra una població de 149.100 habitants, dels quals són censats a Tarragona 106.495, el 71% del total comarcal. El Tarragonès perd una mica de població, fet que mostra la tendència demogràfica de la comarca. Cal indicar que hi ha municipis que en guanyen, com Altafulla, Salou, Torredembarra i Roda de Berà, afavorits pel creixement turístic. Els més afectats per la crisi són els nuclis més industrials, començant per Tarragona, que perd 2.617 habitants en cinc anys. També perden població Constantí i la Pobla de Mafumet. La majoria dels municipis rurals també en perden, encara que menys que durant les dues dècades anteriors.

## Les activitats

### Agricultura, ramaderia i pesca
El Tarragonès ha estat tradicionalment una comarca agrícola i comercial. El predomini industrial en l'activitat econòmica actual és un fenomen que començà l'últim terç del segle passat.
L'agricultura es basa en els conreus llenyosos arbustius (vinya) i arboris (ametllers, avellaners, olivers i garrofers).
La vinya s'estengué molt al llarg del segle xix fins a l'arribada de la fil·loxera: aleshores ocupava gairebé tres quartes parts del secà. Algunes terres es replantaren de nou amb vinya, però d'altres foren abandonades o plantades d'ametllers, oliveres o garrofers. Actualment la vinya ocupa una quarta part de la superfície conreada, poc menys de la meitat del secà. És el conreu que ocupa més superfície a la comarca. Si es compara amb la vinya de fa cent anys, veiem que només és un terç del que hi havia aleshores. Aquest conreu predomina actualment a la conca del Gaià: Vespella, la Nou de Gaià, Altafulla, el Catllar i, especialment, a Salomó. També és important a la Secuita i Constantí.
Segueix en importància l'avellaner, cultivat tant en secà com en regadiu. La seva extensió és en relació amb l'àrea principal d'aquest conreu, centrada en la comarca del Baix Camp.
El garrofer ha disminuït força a partir de finals del segle xx, a causa de l'abandó derivat de l'escàs interès pel seu fruit i per l'ocupació de les seves terres per indústries i construccions turístiques i residencials. La substitució del conreu del garrofer és difícil, ja que ocupa les terres més magres i rocoses; en els sectors més planers és reemplaçat sovint per ametllers, i és important sobretot a Creixell. Les oliveres, que només ocupen el 10% de la superfície conreada, tendeixen a ocupar cada vegada menys espai, i són reemplaçades també per ametllers.
Els cultius herbacis (cereals, farratges i hortalisses) ocupen només el 8% del total de terres conreades. La instal·lació de nombroses indústries i l'expansió turística han perjudicat sobretot aquest tipus de conreu, en ocupar preferentment les planes al·luvials, que són les més fàcilment regables. Els municipis més afectats són Tarragona, Constantí, el Morell i la Pobla de Mafumet.
La ramaderia té globalment un paper secundari. La ramaderia tradicional va desaparèixer també a finals del segle passat, i al seu lloc s'instal·là una ramaderia en granges, en especial d'aviram. El Tarragonès és una continuació de l'àrea principal d'aviram, centrada entre el Baix Camp i el Baix Ebre. Segueix en importància el bestiar porcí, i la ramaderia bovina i ovina són ben poc importants.

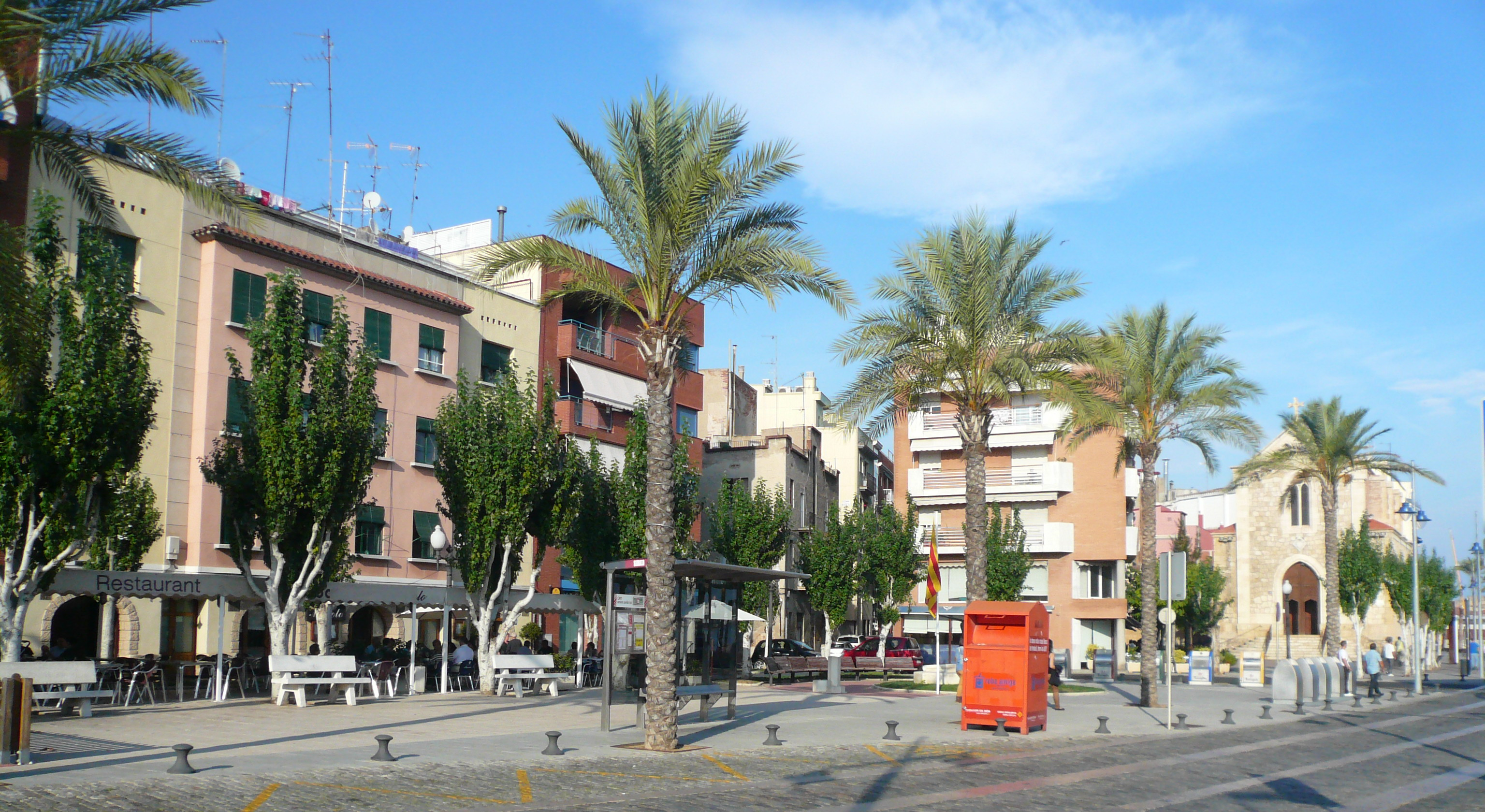
Plaça del Bisbe Bonet, al Serrallo de Tarragona

El sector primari és completat per la pesca, centrada sobretot en el port de Tarragona (el Serrallo), un dels centres pesquers més actius de Catalunya. Juntament amb el de Barcelona, és el que registra un volum de captures descarregades més elevat. A mitjans de la dècada de 1970 es descarregaren mitjanes properes a les 14.000 tones. Actualment la descàrrega gira entorn de les 8.000 a les 10.000 tones.
El Serrallo o barri de Sant Pere és el barri marítim de Tarragona, situat al sector del port, abans platja, que limita amb la desembocadura del Francolí. Actualment es troba entre la línia del ferrocarril de Tarragona a València i la mar. Hi ha drassanes de construcció i reparació de vaixells, la llotja de contractació del peix, el moll de pescadors i les oficines d'exportació de peix. En aquest barri hi ha nombrosos restaurants.

## La indústria
L'activitat industrial tradicional d'elaboració de productes del camp i de teixits no explica de cap manera la situació actual de la indústria al Tarragonès. Fins i tot dins del Camp el Tarragonès era el sector amb menys indústria.
La disponibilitat del port i de terres planes entorn de Tarragona possibilità la instal·lació de nombroses indústries, que ha acabat en un complex químic molt important. Primer foren algunes indústries aïllades, com una fàbrica de tabacs, la factoria CAMPSA, diverses indústries vinícoles o d'altres de químiques dins del municipi de Tarragona. S'instal·là també indústria tèxtil a la Riera de Gaià, Salomó, Altafulla i Tarragona.
A l'inici de la dècada de 1960, els sectors del metall i de la indústria alimentària donaven feina a la meitat de la població activa. Destacaven també les indústries químiques, tèxtils i de la pell i la confecció. Menys importància tenien els sectors de la fusta i els mobles, dels papers i de les arts gràfiques, així com de la construcció. Més del 80% de llocs de treballs industrials radicaven al municipi de Tarragona.
Durant les dècades de 1960 i 1970 els entorns de la ciutat de Tarragona foren objecte d'una planificació i ordenació per a usos industrials. S'hi establiren diversos polígons industrials. Els primers foren el d'Entrevies, iniciat el 1957, i el del Francolí. Seguiren el complex petroquímic de Tarragona i Vila-seca, el petit polígon de Vila-seca i els de la Canonja, de la Zona Industrial Municipal, de les Gavarres, de Riuclar i de Sant Ramon, a més de les zones industrials de Constantí, del Morell i de la Pobla de Mafumet. El port, cada vegada més actiu, i el pas dels eixos ferroviaris i de carreteres que comuniquen el Tarragonès amb l'àrea industrial barcelonina, amb la resta d'Espanya, sobretot amb el País Basc, Madrid, València i Saragossa, i els altres països d'Europa, foren raons de pes en la decisió d'instal·lar un complex industrial tan gran i fonamental en la vida econòmica actual.
El 1966 s'autoritzà la instal·lació d'una refineria de petroli a Catalunya. Es decideix ubicar-la a la zona de Tarragona per la disposició adequada per a la càrrega i descàrrega de productes petroliers i, pel fet de trobar-se a prop dels centres turístics en la franja litoral, s'acordà instal·lar la refineria a més de 10 km de la costa, en terrenys dels termes de la Pobla de Mafumet, el Morell, Perafort i Constantí. Ja aleshores hi havia diverses indústries químiques instal·lades, encara que algunes no havien iniciat el procés de producció: adobs, asfalt, plàstics, etc.
La indústria química ha quedat molt concentrada en els municipis de Tarragona, Vila-seca, el Morell, la Pobla de Mafumet i Constantí. A la resta de municipis de la comarca no hi ha pràcticament cap indústria d'aquest sector.
La indústria metal·lúrgica és important a Tarragona, Vila-seca i Torredembarra. La indústria tèxtil és força dispersa, i és més destacada en els municipis del sector oriental del Tarragonès: la Riera de Gaià, Tarragona, Torredembarra, la Pobla de Montornès i Constantí. El sector de la pell i la confecció també és força dispers, encara que sobresurt a Tarragona i Vila-seca. La indústria de la fusta i els mobles també es concentra a Tarragona, així com la del paper i les arts gràfiques.
La indústria de l'alimentació es troba a la ciutat de Tarragona, però n'hi ha també a la majoria dels municipis de la comarca.
La forta concentració industrial és evidenciada per la distribució del consum energètic. Tarragona consumeix gairebé el 60% del total comarcal; la Pobla de Mafumet, on hi ha la refineria de petroli, el 16%; Vila-seca amb Salou, el 14%; i el Morell, el 6%. El total del consum de la resta de municipis no arriba al 5%.
La instal·lació d'aquest complex industrial químic dinamitzà l'economia del Tarragonès i el convertí en un dels centres industrials de Catalunya. La població augmentà molt a causa dels llocs de treball que generà. Al costat d'aquests o d'altres aspectes positius, n'hi ha de negatius i que preocupen molt els seus habitants. Segurament els tres més importants són la contaminació, l'alt risc d'accidents i la manca d'aigua.
Els processos de manipulació i d'elaboració de productes químics han provocat un alt índex de contaminació atmosfèrica. Les diferents indústries s'esforcen a controlar i evitar l'emissió de gasos nocius; però no sempre és possible l'eliminació total d'aquests residus gasosos, fet que comporta que l'atmosfera del Tarragonès, sobretot a la rodalia dels polígons industrials, tingui nivells de contaminació elevats.
A part de l'emissió de gasos més o menys nocius per a l'home, un accident en el transport i la manipulació de productes altament contaminants i molt perillosos poden ser causa d'una expulsió de gran quantitat de líquids i gasos nocius. Per això cal establir unes mesures de seguretat molt estrictes i segures, tant per evitar fuites de líquids i gasos de manera fortuïta o provocada, com per poder posar remei immediatament en cas d'accident.
La manca d'aigua és segurament el problema que més pateix la població del Tarragonès, ja que el viu directament cada dia. Els nivells freàtics del Francolí i del Gaià només contenen aigua per a una població reduïda. Els gairebé 255.000 habitants actuals, els centenars de milers de turistes que passen uns dies a la comarca i les nombroses indústries gasten moltíssima més aigua de la que ofereixen els rius i nivells freàtics del Tarragonès. Una explotació intensa dels pous ha fet que l'aigua salada del mar vagi penetrant lentament pel subsòl. Actualment l'aigua que s'extreu de molts pous, sobretot els propers a la línia de la costa, en especial a la plana litoral del Francolí, és ja molt salada. La salinitat de l'aigua corrent de Tarragona i dels pobles veïns és tan elevada que molts ciutadans consumeixen sistemàticament aigua envasada, procedent de fonts llunyanes. És per això que s'ha fet un petit transvasament de les aigües de la Conca de l'Ebre a les comarques del Camp.

## Comunicacions
El Tarragonès està actualment molt ben comunicat per ferrocarril, per carretera i per via marítima. Torna a tenir problemes amb el transport aeri, ja que algunes companyies han anul·lat pràcticament els seus vols a l'aeroport de Reus.
Al Tarragonès hi ha una densa xarxa ferroviària més que a cap altra comarca catalana. L'entrada del tren d'alta velocitat (AVE) juntament amb l'antiga línia bàsica que passa per Tarragona procedent de Barcelona i Sant Vicenç de Calders, i continua en direcció Reus i en direcció Tortosa. Des de Reus la línia es bifurca, l'una cap a Montblanc, Lleida i Saragossa, i l'altra cap a Móra d'Ebre i Saragossa, enllaçant amb tot el nord i centre d'Espanya. La línia de Tortosa permet la comunicació amb el País Valencià i la meitat sud d'Espanya.
Hi ha encara dues altres línies ferroviàries en servei. Una és una línia establerta entre Sant Vicenç de Calders i Reus. Comunica els pobles de l'interior de la comarca amb Barcelona i la capital del Baix Camp. L'altra és la desviació que surt de la vora de l'estació de Roda de Berà, cap a Valls, Montblanc i Lleida. S'uneix a Picamoixons amb la línia que ve de Reus.

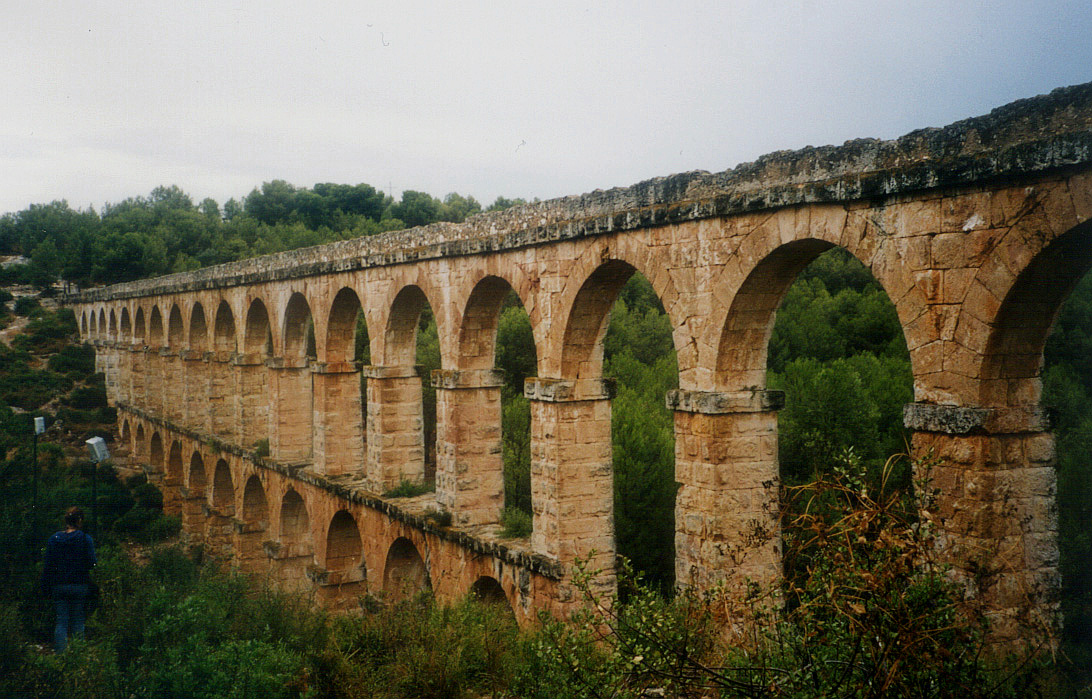
Aqüeducte romà de les Ferreres, a Tarragona

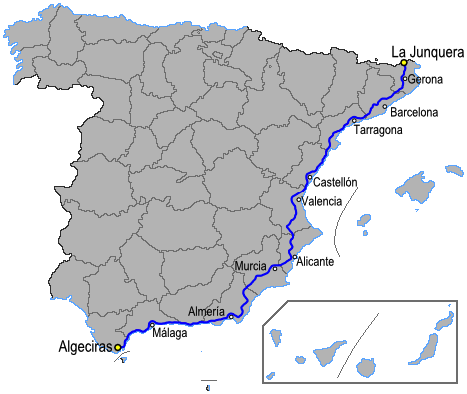
L'A-7, autopista del Mediterrani.

En aquesta densa xarxa ferroviària, que tingué molta importància a la darreria del segle xix i primera meitat del segle xx, s'hi afegeix una xarxa de carreteres i d'autopistes que permet una ràpida comunicació amb tot Catalunya i la resta d'Espanya i d'Europa. L'eix principal del transport i comunicació per a llargues distàncies és l'autopista A-7, que segueix la línia costanera de la Mediterrània i la seva desviació cap a Lleida-Saragossa. De Tarragona surten quatre carreteres de la xarxa principal: l'una cap a Barcelona, una altra cap a Valls i Lleida, una altra cap a Reus i la darrera cap a Amposta i València. Diverses carreteres comarcals i locals comuniquen tots els municipis de la comarca amb la seva capital. La densitat viària més important es troba a la franja més propera a la costa, sobretot en el triangle entre Tarragona, Salou i Reus.
Els projectes i les obres modernes que han configurat el port actual de Tarragona són de finals del segle xviii, moment en què Tarragona recuperà el dret d'exportar mercaderies estrangeres pel seu port. Al llarg del segle xix les obres avançaren a poc a poc. Per aquest port es traficà sobretot en vins, aiguardents, cereals i fruits secs. A les darreries del segle xix el port de Tarragona tenia un moviment d'unes 150.000 tones anuals. Al llarg del segle xx el moviment de mercaderies augmentà sense parar, amb una mitjana superior a 500.000 tones als anys anteriors a la Guerra Civil Espanyola. En la postguerra el port passà una època de menor activitat, però es recuperà a partir de la dècada de 1950, amb un milió de tones el 1958 i de dos milions el 1965. El 1973 ja s'acostà als sis milions i a finals del segle xx passava del 23 milions de tones, llavors estava molt per sobre del port de Barcelona. Cal indicar que el 2015 aquest fet s'ha invertit amb molta diferència, malgrat que el port tarragoní cada any guanya pes a la Mediterrània. També s'ha d'indicar que tres quartes parts del moviment portuari tarragoní són d'hidrocarburs, relacionats sobretot amb la presència de la refineria de petroli.

## Turisme
El Tarragonès és una comarca molt turística, i tota la seva franja costanera s'ha convertit en una zona residencial i de descans, d'estiueig i turisme en general. A part de la ciutat de Tarragona, centre turístic important per les restes històriques que conserva, Roda de Berà, Creixell, Torredembarra, Altafulla i Salou són municipis amb una gran activitat turística.
Al nord de Tarragona, des de les platges del Baix Penedès fins a la capital, hi ha un turisme predominantment barceloní. Les platges, molt visitades els caps de setmana, són envoltades per xalets i urbanitzacions amb un turisme de segona residència.
Al sud de Tarragona hi ha la gran aglomeració turística de Salou, continuada per la de Cambrils en terres del Baix Camp. Hi ha també molt turisme català, sobretot procedent de l'àrea de Barcelona, però hi predominen turistes de la resta d'Espanya (Aragó, Navarra i País Basc) i de la resta d'Europa. La base del turisme són els apartaments, encara que hi ha també molta oferta de càmpings i d'hotels.
| Entitat de població    | Habitants (2017) |
| ---------------------- | ---------------- |
| Altafulla              | 5.089            |
| Canonja, la            | 5.804            |
| Catllar, el            | 4.251            |
| Constantí              | 6.493            |
| Creixell               | 3.465            |
| Morell, el             | 3.631            |
| Nou de Gaià, la        | 563              |
| Pallaresos, els        | 4.635            |
| Perafort               | 1.253            |
| Pobla de Mafumet, la   | 3.854            |
| Pobla de Montornès, la | 2.795            |
| Renau                  | 153              |
| Riera de Gaià, la      | 1.704            |
| Roda de Berà           | 6.354            |
| Salomó                 | 545              |
| Salou                  | 26.233           |
| Secuita, la            | 1.676            |
| Tarragona              | 131.507          |
| Torredembarra          | 15.726           |
| Vespella de Gaià       | 424              |
| Vila-seca              | 21.993           |
| Vilallonga del Camp    | 2.340            |
| Font: Idescat          |                  |

## Política i govern

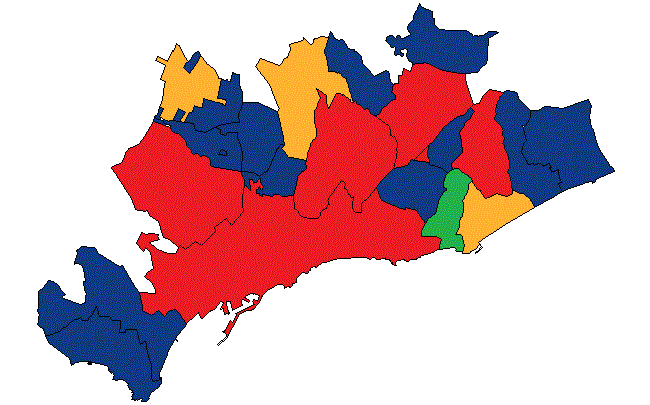
Mapa dels municipis de la comarca segons les alcaldies obtingudes segons les eleccions municipals de 2015.

| ERC-AM                   |
| CiU                      |
| PSC-CP                   |
| Partit Popular Català    |
| ICV-EUiA-EPM             |
| CUP-PA                   |
| ------------------------ |
| independents-FIC         |
| confluències d'esquerres |
| RCAT                     |
| MES                      |

### Organització territorial

#### Informe Roca
El Parlament de Catalunya va encarregar la revisió del mapa territorial a una comissió d'experts presidida per Miquel Roca amb la presència de quatre geògrafs. El gener del 2001 es va presentar l’Informe sobre la revisió del model d'organització territorial de Catalunya, conegut com l'Informe Roca. Aquest informe proposa diversos canvis per al Tarragonès, que se situaria a la vegueria del Camp de Tarragona:
- Agregacions municipals per no arribar als 250 habitants:
  - Agregació de Vespella de Gaià a la Nou de Gaià, i canvi de nom del municipi resultant per la Nou i Vespella.
  - Agregació de Renau a La Secuita.
  - Agregació d'Els Garidells, de l'Alt Camp, a Perafort, i canvi de nom del municipi resultant per Perafort i els Garidells.
- Municipis d'altres comarques al Tarragonès:
  - Bonastre, del Baix Penedès.
- Pedanies i enclavaments que canvien de municipi:
  - Enclavament d'El Catllar, al municipi de la Riera de Gaià.
  - Enclavament de Perafort, al municipi de la Pobla de Mafumet.
  - Enclavament d'El Morell, al municipi de Vilallonga del Camp.
  - Enclavament de Perafort, al municipi de Vilallonga del Camp.